# Djuptjärnen (Junsele socken, Ångermanland, 706656-156999)
Djuptjärnen är en sjö i Sollefteå kommun i Ångermanland och ingår i Ångermanälvens huvudavrinningsområde.